# Головний корпус Варшавського університету (Ростов-на-Дону)
Будівля колишнього головного корпусу Донського (Варшавського) університету (рос. Здание бывшего главного корпуса Донского (Варшавского) университета) — будівля в Ростові-на-Дону, зведена у 1912—1914 роках за проєктом архітектора I. Е. Черкесьяна. Корпус розташований на розі Великої Садової вулиці і провулка Островського. В даний час є одним з корпусів Південного федерального університету. Будівля побудована в стилі модерн і має статус об'єкта культурної спадщини регіонального значення.

## Історія

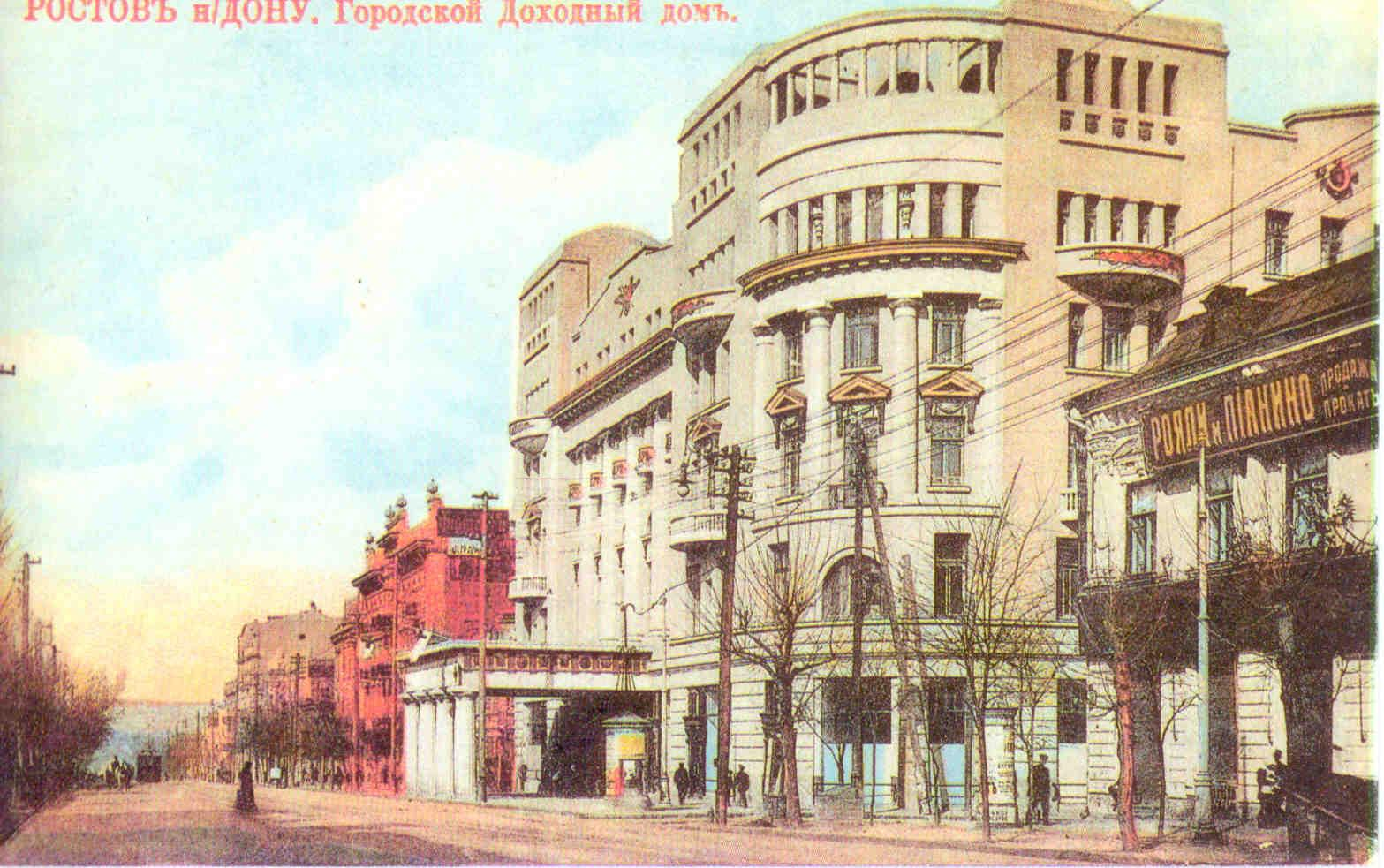
Міський прибутковий будинок на старій листівці

На початку XX століття в районі перетину Поштового провулку (нині пров. Островського) та Великої Садової вулиці розташовувалися корпуси фабрики і заводу купця 1-ї гільдії М. I. Чуриліна. У 1912 році міська дума ухвалила рішення побудувати тут прибутковий будинок. Був проведений конкурс, перше місце в якому зайняв проєкт студента Інституту цивільних інженерів I. Е. Черкесьяна (Черкесова). Друге і третє місця зайняли відповідно проекти київського інженера I. Р. Торова і ростовського архітектора Г. Н. Васильєва. Проєкт Черкесьяна з деякими змінами був затверджений. У тому ж році почалося будівництво, і в 1914 році міський прибутковий будинок був відкритий.
У 1915 році німецькі війська наближалися до Варшаві, і тоді було вирішено евакуювати Варшавський університет в Ростов-на-Дону. Колишній міський прибутковий будинок став головним корпусом університету. Там розмістилися історико-філологічний, фізико-математичний, юридичний і медичний факультети, різні наукові товариства, лабораторії та клініки. В 1917 році університет був названий Донським. В середині 1930-х років головний корпус Ростовського університету перемістився в колишній Прибутковий будинок Кистова. А в колишньому міському прибутковому будинку розмістився Ростовський педагогічний інститут.
У 1993 році Педагогічний інститут став університетом. У 2006 році він був включений до складу Південного федерального університету.

## Архітектура

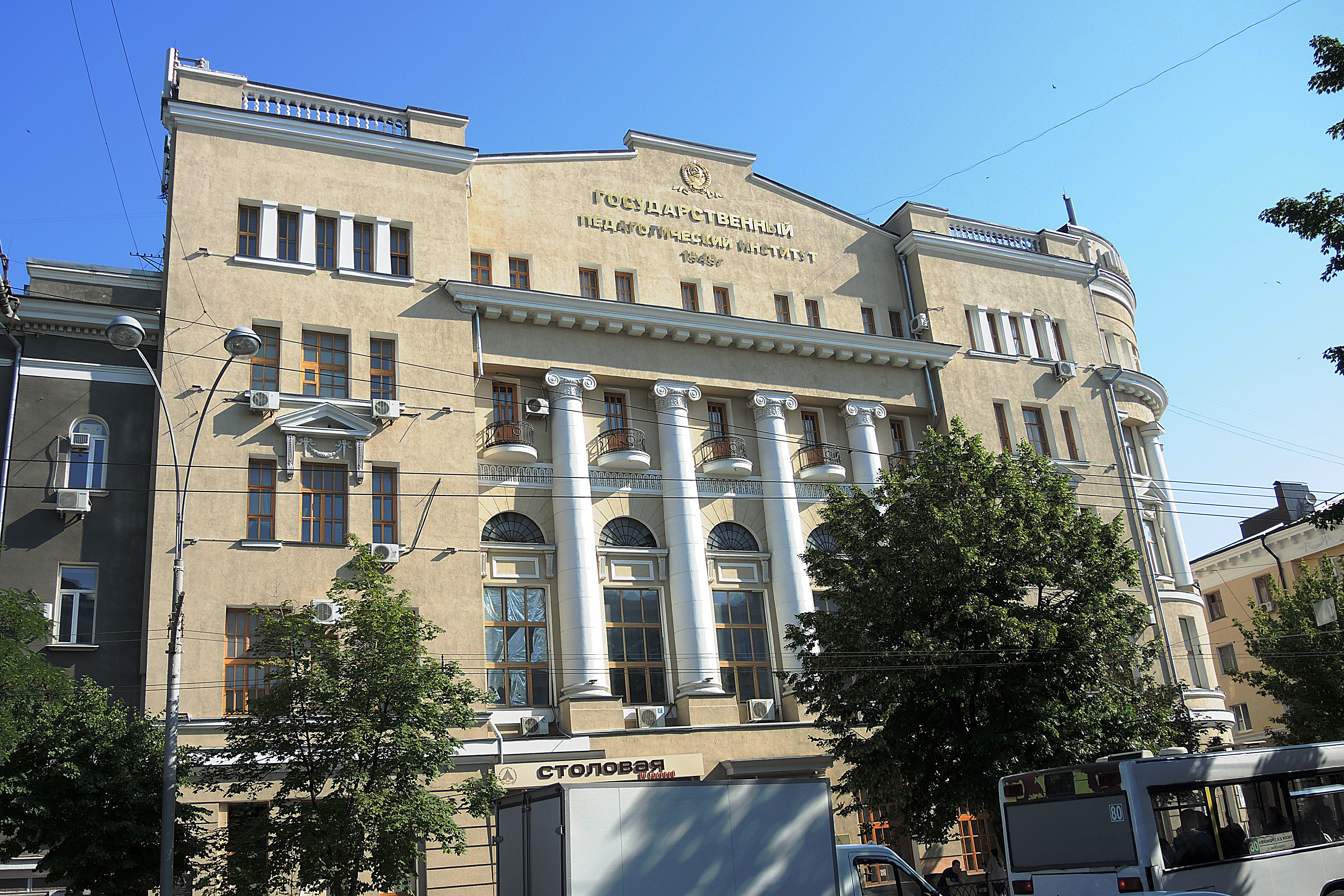

Будівля побудована в дусі модерну з елементами класичного стилю. П'ятиповерхова будівля має складну конфігурацію в плані. Південно-східний кут, що виходить на перехрестя, округлений. Головний фасад виходить на Велику Садову вулицю, він оформлений штукатуркою з ліпним декором. У центральній частині над головним входом виділено чотириколонний портик, завершений гладким фризом, карнизом і аттиком. Спочатку колони візуально спиралися на широкий балкон з портиком біля центрального входу (демонтований в 1970-ті, див. листівку). Головний вхід декорований наличниками і сандриком. На другому поверсі встановлені декоративні вази в нішах. Балкони четвертого поверху мають ажурні ковані огорожі. В центрі фасаду, що виходить на провулок Островського, виділяється двоповерховий еркер. Будівля має коридорну систему планування.